# Šmarjeta v Rožu
Šmarjeta v Rožu (nemško: Sankt Margareten in Rosental) je dvojezična občina v okraju Celovec-dežela na avstrijskem Koroškem. Ima 1077 prebivalcev, od tega se jih 12% izreka za pripadnike slovenske narodne skupnosti.

## Geografija

### Zemljepisni položaj
Občina se nahaja v jugovzhodnem delu Roža, ob vznožju Obirja. Na severu sega do reke Drave, na vzhodu do potoka Borovnica, na jugu in zahodu pa do prvih pobočij Karavank.

### Razdelitev
Občina Šmarjeta v Rožu je razdeljena na katastrske občine Kočuha, Dolnja vas in Šmarjeta. Na celotnem področju občine se nahaja sledečih 12 naselij (število prebivalstva po popisu iz leta 2001):
| - Dobrava (Dobrowa), 25 prebivalcev - Dole (Dullach), 45 - Kočuha (Gotschuchen), 217 - Vrh (Gupf), 90 - Zavrh (Hintergupf), 34 - Hmelše (Homölisch), 10 | - Dolnja vas (Niederdörfl), 164 Einwohner - Gornja vas (Oberdörfl), 104 - Zavoze (Sabosach), 48 - Šmarjeta v Rožu (Sankt Margareten im Rosental), 289 - Selo (Seel), 23 - Treblje (Trieblach), 84 |

## Zgodovina
Občina, takrat še skoraj popolnoma slovensko govoreča, je bila ustanovljena leta 1850,  ko so se združile tri katastrske občine: Kočuha, Šmarjeta in Dolnja vas. Območje občine se od njene ustanovitve dalje ni bistveno spreminjalo.

## Prebivalstvo

### Zgodovinska slika
Po zadnjem Avstro-Ogrskem popisu prebivalstva iz leta 1910 je okoli 92% prebivalcev takratne občine Šmarjeta v Rožu navedlo slovenščino kot svoj vsakdanji pogovorni jezik.
| Občina                                       | Število slovensko govorečih 1910 | Število nemško govorečih 1910 |
| -------------------------------------------- | -------------------------------- | ----------------------------- |
| Šmarjeta v Rožu/Sankt Margareten im Rosental | 1065 (92%)                       | 87 (8%)                       |

### Danes
Po popisu prebivalstva iz leta 2001 je imela Šmarjeta v Rožu  1133 prebivalcev, od tega je bilo  97,3% avstrijskih,  1,2% pa nemških državljanov. 12% prebivalstva se je izreklo za pripadnike slovenske narodne skupnosti.
94,3% prebivalstva se prišteva k rimo-katoliški veroizpovedi, 2,3% pa h evangeličanski.  2,5% prebivalstva se ne opredeljuje za nobeno uradno veroizpoved.
| Naselje                 | Število prebivalcev po uradnem popisu, leto 1991 | Odstotek Slovencev po uradnem popisu, leto 1991 | Odstotek Slovencev po uradnem popisu, leto 1951 |
| ----------------------- | ------------------------------------------------ | ----------------------------------------------- | ----------------------------------------------- |
| Treblje/Trieblach       | 92                                               | 35,3%                                           | 56,2%                                           |
| Vrh/Gupf                | 85                                               | 15,3%                                           | 85,1%                                           |
| Dolnja vas/Niederdörfl  | 184                                              | 19,6%                                           | 84,9%                                           |
| Šmarjeta/St.Margarethen | 274                                              | 16,1%                                           | 59,6%                                           |
| Hmelše/Homölisch        | 9                                                | 33,3%                                           | 98,1%                                           |
| Kočuha/Gotschuchen      | 221                                              | 15,4%                                           | 79,1%                                           |
| Zavoze/Sabosach         | 47                                               | 25,5%                                           | 55,2%                                           |
| Selo/Seel               | 30                                               | 33,3%                                           | 50,0%                                           |
| Dobrava/Dobrowa         | 33                                               | 21,2%                                           | 91,5%                                           |
| Zavrh/Hintergupf        | 34                                               | 19,4%                                           | 100%                                            |
| Dole/Dullach            | 56                                               | 5,4%                                            | 95,1%                                           |
| Gornja vas/Oberdörfl    | 88                                               | 5,0%                                            | 23,2%                                           |

## Kultura in znamenitosti
- Župnijska cerkev Sv. Margarete
- Ledeniški klif na Vrhu
- Geološka krožna pohodniška pot po Zavrhu
- Znanstveni center "Expi" v Kočuhi [4]

## Gospodarstvo in infrastruktura
Tradicionalno uspešni gospodarski panogi na področju občine sta bili od nekdaj kmetijstvo in gozdarstvo. V zadnjih desetletjih pa se je občina zahvaljujoč svoji ugodni zemljepisni legi gospodarsko naslonila tudi na razvito industrijo v Celovcu in Borovljah, kar ji omogoča bolj pester in raznolik ekonomski razvoj.
Kot eden od vogelnih kamnov razvoja občine se je v zadnjem času uveljavil turizem. Poleg prostorov za kampiranje ob Dravi je na prostoru občine možno najti tudi precejšnje število sobodajalcev, gostinskih lokalov in kmečkih turizmov. Na Kočuhi mnoga lesno-predelovalna podjetja proizvajajo cenjene darilne artikle, nadaljnja delovna mesta pa zagotavljata gradbeno podjetje v Šmarjeti in veliko mizarstvo v Gornji vasi.

## Politika

### Občinski svet
Občinski svet občine Šmarjeta v Rožu se je na občinskih volitvah leta 2009 izoblikoval takole:
- Socialdemokratska stranka Avstrije  (SPÖ): 7 svetnikov
- Zveza za prihodnost Avstrije (BZÖ): 4 svetniki
- Avstrijska ljudska stranka (ÖVP): 3 svetniki
- Enotna lista: 1 svetnik

### Grb
Zmaj z verigo, ki se nahaja v levem delu grba, je atribut zavetnice župnije, Svete Margarete antiohijske. Desna stran grba je namenjena predstavitvi dveh domačih obrti, tradicionalno značilnih za področje Šmarjete: zgoraj se tako nahaja tipično delovno orodje vezalcev sodov, potezni nož, spodaj pa škaf za vodo. Izdelovanje sodov in škafov je bilo na območju občine dolgo prisotno, v modernem času pa sta obe domači obrti nekoliko v zatonu.
Grb in zastava sta bila občini podeljena 29. avgusta 1989. Zastava je rumeno-rdeča, z vključenim grbom.